# Храм Рождества Иоанна Предтечи в Сокольниках
Храм Рождества Иоанна Предтечи в Сокольниках — православный храм в районе Сокольники города Москвы. Относится к Воскресенскому благочинию Московской епархии Русской православной церкви. Имеет статус патриаршего подворья.

## История

### Ранняя история
Храм Рождества Иоанна Предтечи в Работном доме был построен на территории усадьбы Старого Преображенского дворца, заложенного царём Алексеем Михайловичем в XVII веке.
Владение по обоим берегам Яузы принадлежало тогда Алексеевскому девичьему монастырю, и прилегало к государевым охотничьим угодьям — заповедным Оленьей и Соколиной рощам.
В 1646—1657 годах оно было выкуплено у Алексеевского монастыря и присоединено к дворцовому ведомству. В 1661 году на пологом правом берегу Яузы царь построил деревянные хоромы — охотничий «потешный» дворец. Новое село поначалу не имело названия, не было в нём и постоянного храма, церковные службы совершались в походной Успенской Церкви. С 1667 года в документах стал упоминаться домовый храм Спаса Преображения в самом дворце. По нему вся вотчина была названа селом Преображенским.
В 1669—1670 годах во дворе усадьбы поставили деревянную пятиглавую Воскресенскую церковь для егерей, сокольников, прислуги дворцовой слободы.
Усадьба «потешного» царского дворца была ограничена с востока Яузой, с севера опушкой Оленьей рощи, с запада проездом от Соколиной рощи на Стромынку. С юга от дворца находился Святой колодец — целебный источник.
Царь Алексей Михайлович выезжал в «потешный» дворец ежегодно в мае, охотился и подолгу жил здесь, а после его смерти Преображенское село стало местом неофициальной ссылки царицы Натальи Кирилловны с малолетним царевичем Петром.
В 1692 году Пётр построил новый Преображенский дворец на противоположном — левом берегу Яузы, а старый дворец царя Алексея Михайловича использовался как путевой и со временем был совсем заброшен.
В 1740 году Анна Иоанновна на месте старой, построила новую Воскресенскую церковь, а в 1789 году престол этого храма был перенесен во вновь построенную Екатерининскую богадельню а здание церкви было разобрано.
Местность к северу от старого Преображенского дворца, Оленья и Соколиная рощи, получила название Сокольников.
В начале XIX века дворцовые земли были проданы частным лицам. Новые владельцы — купцы снесли старые постройки и возвели фабричные корпуса. Самая большая часть владения принадлежала братьям Чироковым. В 1862 году владение Чироковых приобрёл переславльский купец 1-й гильдии Борисовский с сыновьями и устроил здесь сахарный завод.
В конце XIX века Городская Управа стала скупать в Сокольниках частные владения, превращая этот район в цепь больниц и богаделен. Первой около завода Борисовских открыли Ермаковскую богадельню, после чего проезд от Соколиной рощи к улице Стромынке был назван Ермаковской улицей. Были также открыты Сокольническая и Бахрушинская больницы и Дом призрения им. братьев Боевых — которые и поныне служат здравоохранению. Восточную часть этой территории Городская Управа отвела под Сокольническое отделение Московского Работного дома и Дома Трудолюбия. Здесь была организована целая сеть мастерских, а также огородно-оранжерейное хозяйство. В главном здании, кроме общежития и производства, располагались администрация и актовый зал. В протяженном северном здании устроили отделение для неспособных к труду, а в соседнем корпусе — отделение для слабых и хронически больных. Было и подростковое отделение. С годами назрела необходимость выстроить для Работного дома свой храм.

### Строительство нового храма
Новая церковь задумывалась как домовый храм подросткового отделения, которое было переведено в особое здание и преобразовано в приют имени доктора Ф. П. Гааза в 1914 году. Разработка проекта небольшого храма была поручена архитектору Московской городской управы Н. Л. Шевякову. Однако когда проект уже был готов, появилась возможность построить более высокую и вместительную церковь. Всю сумму на строительство — 100 000 руб. — пожертвовала Ольга Антоновна Титова, вдова фабриканта-суконщика Ивана Сергеевича Титова. Условием её было посвящение главного престола Иоанну Предтече, небесному покровителю её покойного мужа, а нижнего придела апостолу Матфию — в память об умершем сыне. Для храма отвели место между главным корпусом и протяженным зданием северной линии (приблизительно здесь же стояла церковь Воскресения Старого Преображенского дворца).
Удачное архитектурное решение способствовало тому, что сооружение не затерялось среди крупных зданий и стало композиционным центром комплекса Работного дома. Фасады Иоанновского храма украшали псково-новгородский и византийский орнаменты, перспективный портал на фоне фрески и аркатурно-колончатые пояса барабанов. Дубовый иконостас делал резчик Пётр Алексеевич Сизов.
Иконы в иконостасе — строгановского письма на золотом фоне были выполнены художником-иконописцем Сафоновым. Одновременно в храме могли молиться до 800 человек, в том числе на хорах помещалось до 200 человек.
Храм был заложен в 1915 году. Освящение главного престола в честь Рождества Иоанна Крестителя состоялось 15 января 1917 года Нижний придел апостола Матфея был освящен 10 июня 1917 года. Освящение и литургию совершал преосвященный Арсений с местным благочинным о. протоиреем Д. Н. Беляевым и 3 священниками. Окормлять паству Работного дома был назначен священник Алексий Успенский. Штат притча новой церкви состоял из оного священника и псаломщика.
В целом генеральный план местности с постройками во владении Сокольнического отделения Работного дома и детского приюта им. доктора Ф. П. Гааза сформировался в 1915 году в виде круга радиусом 40—45 саженей и общей площадью 3—3,5 га.
Храм располагался в центре всего комплекса.

### Закрытие храма
25 января 1919 года приходской совет церкви заключил соглашение с милицией на право пользования зданием в богослужебных целях.
Однако в этом же году была предпринята попытка закрыть храм, но жители и служащие Работного дома и приюта им. доктора Гааза (которые тогда ещё именовались Ермаковскими учебно-ремесленными мастерскими), а также местные жители собрали 800 подписей в защиту храма. Это отдалило закрытие церкви на 3 года.
30 января 1923 года было принято постановление о закрытии храма Иоанна Предтечи в Работном доме. Из храма вывезли богослужебные сосуды и другие предметы из драгоценных металлов. Иконостасы и хоругви передали в церковь Введения во храм Пресвятой Богородицы (позже уничтоженную). Храм был обезглавлен, уничтожена фреска над входом, сняты колокола.
С 1950-х годов на территории Работного дома и детского приюта им. доктора Ф. П. Гааза находился электромеханический завод (МЭЗ № 1). В помещениях храма был размещен термогальванический цех. Ни одного ремонта со времени постройки не производилось.
Здание было доведено до крайне тяжёлого состояния: отсутствует кровля, в сводах имеются пробоины, с трёх сторон сделаны пристройки. Со стороны алтаря в храм встроена котельная. Постройка северной линии также находится в аварийном состоянии. От просадки фундамента в стенах появились опасные трещины.

### Возвращение и восстановление храма
Постановлением правительства г. Москвы № 545 от 7 июля 1998 года указанная территория отнесена к охранной зоне культурного и социального наследия, памятников истории, архитектуры и градостроительства, а также зоне ценного археологического слоя и охранного ландшафта.
Со 2 октября 1998 года храм и относящиеся к нему здания были переданы Русской Православной Церкви и получили статус Подворья Патриарха Московского и всея Руси.
В конце 1990-х годов МЭЗ № 1 обанкротился, и 14 июня 2000 года его имущество было распродано с аукциона. Встроенная в храм котельная, как практически и весь завод в целом, стали частной собственностью ООО «Новейшие технологии и связи». Храм долгие годы находился за оградой, в центре территории принадлежащей предприятию.
Многие годы продолжался конфликт между приходом храма и ООО «Новейшие технологии и связи», по поводу полного возвращения храма и зданий Работного дома Русской Православной Церкви.
Весной 2009 года храм, прилегающая территория и два здания Работного дома были отделены временной металлической оградой от территории ООО «Новейшие технологии и связи» (ещё одно здание Работного дома осталось на территории предприятия). Наконец была снесена заводская котельная пристроенная к восточной и южной частям храма, и храм снова стал обретать свои исторические очертания.

## Престолы храма
- Рождества пророка и предтечи Иоанна (верхний)
- Апостола Матфея (нижний) — недействующий

## Штатное духовенство храма
- Иерей Вячеслав Дробышев — настоятель (c 5 июля 2017 года[1]);
- Протоиерей Олег Стеняев.

## Фотографии
- Храм Рождества Иоанна Предтечи 
(вид с юго-запада)
- Храм Рождества Иоанна Предтечи 
(южная стена храма)
- Вход в храм